# Lyngby HK
Lyngby HK er en dansk håndboldklub, hvis damer spiller i 2. division og herrerne i Kvalifikationsrækken pr. 2024/25. Klubben blev stiftet 3. maj 1923  af Ove Hansen, Harald Jensen, Egon Werther,  Werner Rasmussen, Ingemann  Hansen og Ove Jørgensen. Klubben har ca. 400  medlemmer.

## Historie
I   begyndelsen var klubben en atletikklub, hvor de trænede på Lundtofte   Flyveplads. I 1932 fik de en bane i Lundtofte. På initiativ af  Sv.  Aage  Petersen kom der håndbold på programmet og snart var der 50 piger,  der  trænede i klubben. Pigerne måtte dog klæde om i et soveværelse, da  der  ikke var nogle omklædningsrum. Efter Anden verdenskrig   kom der også mænd og børn ind for at træne i klubben, der  efterfølgende  vandt adskillige sjællandske mesterskaber. Klubben fik  sit nuværende  navn i 1952